# Punto negro (película)
Punto negro es una película en blanco y negro de Argentina dirigida por Luis Mottura según el guion María Luz Regás sobre un argumento de André Birabeau que se estrenó el 24 de septiembre de 1943 y que tuvo como principales intérpretes a Pepita Serrador, Santiago Arrieta, Pedro Quartucci y Miguel Gómez Bao. Fue la primera película que dirigió Luis Mottura.

## Sinopsis
Los problemas de una familia cuando se entera de que el padre tiene un hijo extramatrimonial negro. 

## Reparto
- Pepita Serrador
- Santiago Arrieta
- Pedro Quartucci
- Miguel Gómez Bao
- Mariana Martí
- Amalia Sánchez Ariño
- Maurice Jouvet
- Ernesto Vilches
- Ilde Pirovano
- Juan Fontanals
- Julia Velazco
- Alejandro Diagne
- Valerio J. Castellini
- Mercedes Gisper
- Rossina Grassi
- Sofía Merli
- Liana Noda

## Comentarios
La Nación dijo que era una película lograda en su intención y en lo atractivo de su trama, en tanto la crónica de El Mundo destacaba:

”Hay un leve hálito humano y una moraleja un tanto infantil en la comedia, pero por encima de todas las cosas predomina la nota cómica.”

Manrupe y Portela opinan que es una película:

”con un asunto más que interesante e insólito para la época: los prejuicios raciales. El tratamiento es el de comedia, avejentado y declamatorio con sermón final incluido.”